# Sarah Pardeller
Sarah Pardeller (Bolzano, 1º agosto 1988) è un'ex sciatrice alpina italiana.

## Biografia
Sarah Pardeller, originaria di Nova Ponente, ha debuttato in gara valide ai fini del punteggio FIS l'8 gennaio 2003 a Solda, giungendo 13ª in slalom speciale. Nel 2007 ha esordito in Coppa Europa a Sella Nevea, mentre l'anno successivo ha partecipato ai Mondiali juniores di Formigal ottenendo come miglior risultato il 21º posto in slalom gigante.
Nel 2009 ha partecipato alla sua prima gara, uno slalom speciale, di Coppa del Mondo nella località austriaca di Lienz, senza riuscire a concludere la prima manche. Il 18 dicembre 2012 ha conquistato il suo primo podio in Coppa Europa, nello slalom speciale disputato a Courchevel e vintao della slovacca Petra Vlhová (2ª); poche settimane dopo, il 1º febbraio 2013, ha ottenuto a Zakopane nella medesima specialità il suo secondo e ultimo podio nel circuito (3ª). Il 15 novembre 2014 ha colto a Levi, sempre in slalom speciale, il suo miglior piazzamento di carriera in Coppa del Mondo (15ª).
Condizionata da infortuni e malattie, ha annunciato il ritiro nel 2016; la sua ultima gara è rimasta così lo slalom speciale di Coppa del Mondo disputato a Flachau il 13 gennaio 2015, non concluso dalla Pardeller. In carriera non ha preso parte né a rassegne olimpiche né iridate.

## Palmarès

### Coppa del Mondo
- Miglior piazzamento in classifica generale: 97ª nel 2015

### Coppa Europa
- Miglior piazzamento in classifica generale: 27ª nel 2013
- 2 podi:
  - 1 secondo posto
  - 1 terzo posto

### Campionati italiani
- 1 medaglia[1]:
  - 1 argento (slalom speciale nel 2014)